# Karl Seifried
Karl Seifried (* 15. Oktober 1914 in Heldenbergen; † Januar 2010 in Frankfurt am Main) war ein deutscher Unternehmer. Er gründete das Reisebüro Ameropa-Reisen.

## Leben
Seifried begann 1928 eine Lehre als Installateur in Frankfurt, ging dann zur Luftwaffe und wurde Testpilot. 1948 zog er von Heldenbergen nach Frankfurt am Main um. Nach dem Zweiten Weltkrieg brachte er mit einem alten Omnibus Bauarbeiter aus Oberhessen zur Rhein-Main Air Base. Mit diesem Bus führte er auch Erholungsfahrten durch. Damit legte er den Grundstein für seine Reisegesellschaft, die er 1952 nach dem Motto „Amerikaner besucht Europa“ (Ameropa) nannte. Schon 1953 bot er als einer der Ersten den Urlaub auf Mallorca an. Hinzu kamen Urlaubsangebote in Österreich und der Schweiz.
1973 verkaufte er seine Unternehmensanteile an die Bahn und wirkte bis 1982 als Geschäftsführer weiter.
Karl Seifried gründete mit seiner Frau Else vier Stiftungen, drei davon in Frankfurt, und zwar zugunsten des Deutschen Kinderschutzbunds – Bezirksverband Frankfurt, des Clementinen-Hospitals, der Goethe-Universität und zugunsten seiner Heimatgemeinde Nidderau, die nach seinem Wunsch aus diesen Mitteln bedürftige Kinder und Demenzkranke unterstützt.

## Ehrungen
- 2002 Ernennung zum Ehrenbürger von Nidderau
- 2009 wurde ein Platz in seinem Geburtsort Heldenbergen nach Karl Seifried und seiner Frau Else benannt.